# Les Mille et Une Nuits
Pour les articles homonymes, voir Les Mille et Une Nuits (homonymie).
Ne doit pas être confondu avec Les Cent et Une Nuits ou Les Mille et Un Jours.
Les Mille et Une Nuits (persan : هزار و یک شب, hazâr-o yek chab ; arabe : كتاب ألف ليلة وليلة, kitāb alf layla wa layla, trad. litt. : « le livre de mille nuits et une nuit ») sont un recueil anonyme de contes populaires en langue arabe d'origine persane, indienne.
Ce recueil est constitué de nombreux contes enchâssés et de personnages mis en miroir les uns par rapport aux autres.

## Origines du recueil
Deux témoignages du Xe siècle, le premier dû à Al-Mas'ûdî, le second à Ibn al-Nadim, indiquent que Les Mille et Une nuits seraient au départ le résultat de l'adaptation en arabe d'un ouvrage persan intitulé Hézâr afsâna (Mille contes). Il s'agirait donc d'une transmission livresque. Ces contes proviendraient essentiellement de trois grands fonds principaux, une source indo-persane à coloration hellénistique se situant entre les IIIe et VIIe siècles, un fonds arabe datant de la période du pouvoir des califes de Bagdad entre les IXe et XIe siècles et, enfin, un fonds populaire égyptien datant des XIIe et XIIIe siècles qui ont continué à se transformer, par suppressions ou adjonctions continues, jusqu'au XVIe siècle, mais n’ont jamais fait partie de l’horizon officiel des lettres arabes. Cependant, aucune preuve matérielle du Hézâr afsâna permettant d'affirmer une potentielle origine persane n'a été trouvée. De plus les scènes du recueil ont majoritairement lieu aux cours de Bagdad ou du Caire, villes fondées par les Arabes, sur les bords du Tigre, de l'Euphrate ou du Nil et les personnages sont presque exclusivement musulmans. Le domaine fantastique dont il est question est celui de la mythologie arabe et le contexte historique est très souvent celui du califat abbasside. Bien sûr, plusieurs contes ont des origines persanes, bien que l'on ignore comment ils sont entrés dans la collection : ces histoires incluent le cycle du « Roi Jali'ad et ses Wazir Shimas » et « Les Dix Wazirs ou l'histoire du roi Azadbakht et de son fils » (dérivé du Bakhtiyārnāma persan du VIIe siècle).

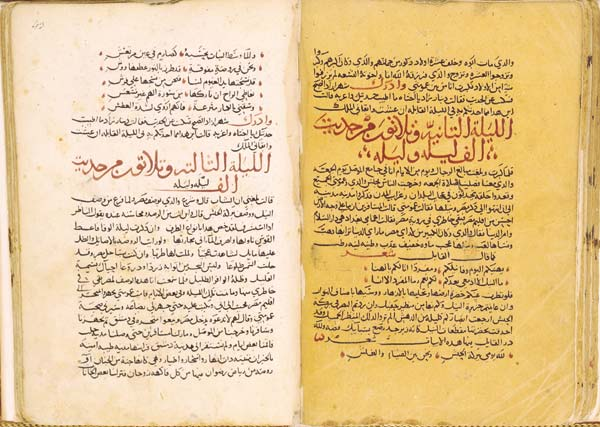
Les Mille et Une Nuits : deux pages d'un manuscrit syrien du XIVe siècle, Bibliothèque nationale de France.

Le plus ancien manuscrit connu est un fragment du IXe siècle publié en 1949 par l'universitaire américaine Nabia Abbott. Il existe encore un manuscrit du XIVe siècle conservé à Tübingen, d'une histoire divisée en nuits, al-Sûl et al-Shumûl. Le manuscrit utilisé par Antoine Galland dans sa traduction (1704-1717) date du XVe siècle. Il est en trois volumes et lui fut envoyé d'Alep. Il est actuellement conservé à la Bibliothèque nationale de France — ms ar. 3609 à 3611. Les travaux d'Emmanuel Cosquin montrent que le récit-cadre des Nuits, c'est-à-dire l'histoire du roi avec Shéhérazade, qui est ici un dispositif littéraire, possède une origine indienne, comme d'ailleurs de nombreux autres contes du recueil. Il existe plusieurs manuscrits de référence pour toutes les éditions actuelles, dont celui de Būlāq (Le Caire), 1835, révisé en 1863 et 1935, ou les manuscrits de la branche syrienne, qui avaient servi de base à Galland. Les traductions actuelles sont parfois issues de recompositions de plusieurs manuscrits. Il est donc difficile d'identifier un recueil « pur » et on peut même se demander si cela a un sens.
Plusieurs éditeurs excluent des Nuits des contes considérés comme des ajouts postérieurs au noyau originel, ainsi Khawam qui écarte Sinbad le marin, ou Miquel et Bencheik (La Pléiade) qui n'ajoutent qu'en appendice Aladin et la lampe merveilleuse et Ali Baba et les Quarante Voleurs. S'agissant de ce dernier conte (d'origine turque ?), il est en effet vraisemblable qu'il fut raconté oralement à Galland par un de ses informateurs et que celui-ci le mit par écrit.
La circulation d'un certain nombre d'histoires du recueil semble s'effectuer en Europe occidentale dès le XIIe siècle avec, par exemple, l'histoire de Floire et Blancheflor qui s'inspirerait de celle de Neema et Noam qui fait partie du recueil.
Victor Chauvin, orientaliste belge, a publié plusieurs ouvrages consacrés aux Mille et Une Nuits, dont quatre des douze tomes de sa Bibliographie des ouvrages arabes ou relatifs aux Arabes publiés dans l'Europe chrétienne de 1810 à 1885 (les IV à VII, publiés entre 1900 et 1903). Dans le quatrième volume, il constate que, dans certaines versions du recueil, plusieurs contes sont issus du recueil de contes égyptien-ottoman I'lam al-Nas, même lorsqu'ils sont dits tirés du Halbat al koumaït. Dans les trois derniers tomes concernés, il publie le commencement des résumés des contes contenus dans les différentes collections des Mille et Une Nuits, les Mille et Un Jours, les Cent et une nuits, ainsi que les œuvres d'Anne Claude de Caylus (Nouveaux contes arabes et orientaux, traduits avec l'abbé Blanchet) et de Digeon.
Muhsin Mahdi, islamologue américain d'origine irakienne, a publié en 1984 une édition savante basée sur le manuscrit arabe du XIVe siècle découvert par Galland. Ce document, qui n’était pas toujours facile à déchiffrer à cause de nombreuses notes marginales, est devenu ainsi vraiment lisible et traduisible,.

## Un recueil peu étudié
Contrairement aux fables animalières Kalila et Dimna ou aux Maqâmât d'Al-Hariri, le recueil de contes est considéré comme marginal dans la littérature arabe, et relève non pas des belles-lettres (adâb) mais d'un registre populaire.
Il est possible que l'ouvrage original en persan, le Hazār-afsāna, ait relevé du genre du « miroir des princes », et contenu des récits exemplaires destinés à l'éducation des gouvernants. Mais à côté d'un récit-cadre qui est resté stable (l'histoire de Shéhérazade, qui encadre toutes les autres), le reste des contes aurait alors considérablement changé — comme le titre persan d'ailleurs — et une nouvelle matière y a été introduite. L'absence du recueil persan — les seuls manuscrits en persan connus sont des traductions du XIXe siècle réalisées d'après la traduction d'Antoine Galland — empêche d'en savoir plus.
Ces contes furent ensuite diffusés en Europe, profitant de la mode de l'orientalisme et du travail de Galland.

## Traductions
- Traductions des Mille et Une Nuits (en)

### Traduction d'Antoine Galland
La première traduction occidentale est l'œuvre d'Antoine Galland publiée de 1704 à 1717, mais une partie a été rédigée par lui-même, en s'inspirant des récits que lui avait contés son assesseur syrien, Hanna Dyâb. Pour faire prendre corps et esprit au personnage de Shéhérazade, cet antiquaire du roi (puis professeur de langue arabe au Collège de France) s'est inspiré de Madame d'Aulnoy et de la marquise d'O, dame du palais de la duchesse de Bourgogne.
Selon Abdelfattah Kilito, cette compilation de récits anonymes ne remplit aucun des critères classiques de la littérature arabe : un style noble, un auteur précis et une forme fixe ; de plus, elle met en avant de nombreux particularismes et dialectes locaux, bien éloignés de l'horizon des lettres, ce qui laisse à penser que si Galland n'avait pas transmis cette mémoire, elle aurait disparu. Comme il est dit plus haut, Antoine Galland a notamment intégré aux Mille et Une Nuits des récits n'y figurant pas à l'origine. Les Aventures de Sinbad, Aladin et Ali Baba ne faisaient pas partie de l'œuvre primitive, si bien que Jacques Finné souligne que Galland est sans doute le seul traducteur de l'histoire « à avoir traduit et donné corps à un texte qui n'existait pas encore officiellement ».

### Traduction de Joseph-Charles Mardrus
Insatisfait de la traduction Galland, le docteur Joseph-Charles Mardrus, né au Caire dans une famille d'origine arménienne, ami d'André Gide, publia une nouvelle traduction des Mille et Une Nuits en seize volumes de 1899 à 1904, qui parut d'abord dans La Revue blanche jusqu'en 1902 — tome I à XI — puis directement chez Charpentier et Fasquelle. Mardrus dédie les tomes successifs à ses amis : Paul Valéry, Anatole France, Félix Fénéon, etc., et facétieusement à « Sidi Robert de Montesquiou, ben Artagnan al Fezenzaki ».
Dans À la recherche du temps perdu de Marcel Proust, le narrateur, par exemple, évoque sa mère qui n'ose le priver de la traduction de Mardrus tout en lui conseillant de s'en tenir à celle de Galland. La version de Mardrus se voulait plus complète que celle de Galland et plus fidèle aux textes arabes. Elle traduit par exemple les poèmes présents, fort nombreux, et qui étaient absents de la version de Galland. Cependant, sa version demeure peu fidèle ; d'abord parce qu'elle se fonde sur un ensemble varié de textes (l’édition de Boulaq, la traduction de Jonathan Scott (en), le recueil de Yacoub Artin Pacha (en) et de Guillaume Spitta-Bey (ar)), et même d'histoires hindoustanies ; ensuite parce qu'elle en exacerbe l'exotisme et le faste. La traduction littérale, qui comprend également des pseudo-calques de la langue arabe, l'amène parfois aux non-sens, aux pléonasmes et aux lapalissades, comme c'est le cas pour le titre, Le Livre des mille nuits et une nuit. Sa traduction se caractérise par un style fleuri, un penchant pour l'orientalisme qui la pousse fréquemment vers le cliché et un érotisme débordant, absent de la version originale.

### Traduction de René R. Khawam
Parue dans les années 1960, puis entièrement refondue dans les années 1980, la traduction de René R. Khawam se fonde sur une douzaine de manuscrits anciens. Le traducteur s'attache à restituer le registre du discours, tantôt élégiaque, tantôt trivial, et donne à lire les poèmes qui émaillent la trame du récit. Comme Khawam s'en explique en introduction, les aventures d'Aladin, de Sinbad et d'Ali-Baba n'apparaissent pas dans son édition : Galland étant en effet le principal responsable de leur adjonction, il préfère traduire et publier ces œuvres dans des volumes distincts. Par ailleurs, s'il exploite le manuscrit de Galland, il développe les descriptions érotiques que ce dernier avait éludées (en accord avec les mœurs de la cour de Louis XIV) sans toutefois tomber dans les excès qu'il reproche à Mardrus. En outre, il laisse de côté le discours moralisateur des Mille et Une Nuits, absent des textes originaux et provenant d'ajouts anonymes intégrés à l'édition arabe de Boulaq parue en 1835, sur laquelle Mardrus avait établi sa propre traduction.

### Traduction d'André Miquel et Jamel Eddine Bencheikh
En 1991, pour la Bibliothèque de la Pléiade, André Miquel et Jamel Eddine Bencheikh, érudits et spécialistes du sujet, publient une nouvelle traduction. Sensiblement différente des versions citées ci-dessus, leur traduction se revendique comme intégrale et exacte fondée sur l’édition de Boulaq, du nom de la ville égyptienne où le texte a été imprimé pour la première fois en 1835.

### Autres traductions en français
La traduction de Galland a été complétée par Jacques Cazotte et Dom Denis Chavis pour les volumes XXXVIII à XLI du Cabinet des fées (Genève, 1784-1793) sous le titre Continuation des Mille et Une Nuits, contes arabes (ou Suite des Mille et Une Nuits, contes arabes, ou encore, Les Veillées du Sultan Schahriar). Selon l'avertissement au début du volume XXXVIII, Galland explique que sa traduction du recueil était incomplète, la Bibliothèque du Roi de France ne disposant pas de tous les manuscrits nécessaires. Ceux qui manquaient ont fini par être apportés par Dom Denis Chavis, « Arabe de nation, prêtre de la congrégation de St. Bazile, appelé à Paris par le Gouvernement, & sous les auspices d'un ministre éclairé [monsieur le baron de Breteuil] ». Le religieux voulut enrichir la littérature française grâce à ses contes, aidé en cela par Cazotte. Soucieux de cohérence, Chavis commence cette prétendue suite exactement là où Galland s'était arrêté dans son manuscrit (non sans l'avoir au préalable recopié, afin d'obtenir un « original » complet). En fait, il fabrique son édition à partir de récits issus d'un manuscrit arabe de la Bibliothèque royale. Cette « continuation » connaîtra un certain succès, étant plusieurs fois traduite en anglais. Dans le même esprit, au XIXe siècle circulent deux textes arabes de l'histoire d'Aladin ; Galland parle dans son journal d'une version arabe de ce conte qu'il recueillit auprès de Hanna Dyâb, mais qui demeura introuvable. On s'aperçut qu'ils ont été forgés de toutes pièces. L'un de ces documents, qui date de 1787, a pour auteur Chavis : c'est la traduction en arabe de la version française de Galland. L'autre est rédigé entre 1805 et 1808 par Michel Sabbagh (collaborateur d'Antoine-Isaac Silvestre de Sacy), qui affirme l'avoir tiré d'un manuscrit copié à Bagdad en 1703 : ce n'est qu'une reprise du texte de Chavis, débarrassé de ses nombreux gallicismes.
En 1806, Jean Jacques Antoine Caussin de Perceval publie la Suite des Mille et une Nuits en neuf volumes, complétant l'édition de Galland avec de nouveaux contes.
Entre 1822 et 1823, Édouard Gauttier d'Arc publia Les Mille et Une Nuits en sept volumes, rajoutant des contes traduits pour la première fois. Pour la plupart des contes du tome VI, comme l'explique l'avertissement de l'éditeur au début du tome, il se base sur des contes traduits de l'arabe à l'anglais par Jonathan Scott (en), puis de l'anglais au français par Marie d'Heures et Renée Roger. Ils sont tirés de manuscrits arabes découverts en Orient par Worthley Montagu. Excepte l'Histoire des dix Vézyrs, que Chawis et Caussin de Perceval avaient publiés, d'après les textes arabes et que Gauttier d'Arc a tiré du persan Bakhtiyar Nameh (en) qu'il estime original. Ceux du tome VII sont présentés dans l'avertissement de l'éditeur au début du tome comme nouvellement traduits et, « comme tels, sont la propriété des éditeurs ». La plupart n'avaient jamais été édités dans aucune édition des Mille et une nuits. Plusieurs de ces contes nouveaux paraissaient pour la première fois en langue européenne, extraits en partie du manuscrit que nous devons à Louis-Mathieu Langlès. Les seuls qui se trouvent sous des versions différentes dans des éditions précédentes sont ceux du Khalyfe, d'Heykar, d'Attaf et d'Habib. La traduction d'Heykar vient de Joseph Élie Agoub. Enfin, l'auteur reconnaît ce qu'il doit à Caussin de Perceval, qui a enrichi le texte de Galland.
Toujours en 1822, Eugène Destains publia Les Mille et Une Nuits, contes arabes en 5 volumes. Basée sur l'édition de Galland, elle l'augmente de plusieurs contes et nouvelles.
Guillaume-Stanislas Trébutien publia en 1828 Contes inédits des mille et une nuits, en 3 volumes.
Armel Guerne, auteur franco-suisse, publia en 1968 Le Livre des Mille et Une Nuits, pour le Club français du livre, illustré par Jacques Daniel. Il est composé de 6 volumes, accompagnés postérieurement d'un septième dédié à la peinture du monde islamique publiée en 1971 chez le même éditeur,.
Aboubakr Chraïbi, philologue auteur de plusieurs ouvrages sur Les Mille et Une Nuits, a publié en 1996 les résumés et analyses détaillées de trois contes inédits, dans Contes nouveaux des 1001 Nuits. Étude du manuscrit Reinhardt. Il les traduit intégralement en 2015 dans Trois contes inédits des Mille et Une Nuits. Ils sont tirés d’un manuscrit arabe des Mille et Une Nuits du XIXe siècle conservé à la bibliothèque de l’Université de Strasbourg. Dit « manuscrit Reinhardt », il est présenté comme un travail de commande réalisé en 1831 pour M. Reinhardt, vice-consul d’Allemagne au Caire. Il constitue un ensemble assez chaotique, visant à réunir l’ensemble des contes des Mille et Une Nuits depuis les origines. Ce texte est l’un des plus tardifs et l’un des plus volumineux du recueil de contes (le double de la taille de l'édition de Boulaq). De plus, il contient une dizaine de contes totalement inédits, qui n’ont jamais circulé ni dans les pays arabes ni en Europe. Cependant, peu de chercheurs y avaient accordés de l'attention. Bien que ces contes soient difficiles à dater, ils ont vraisemblablement été écrits après les contes des Mille et Une Nuits, permettant de les qualifier de « contes néo-classiques ». Au XVIIIe siècle, à l'époque de l'édition de Boulaq, les auteurs de recueils des Nuits étaient prêts à mettre dedans n’importe quelles histoires pour en accroître le volume, notamment ces longs romans populaires (ou sîra) qui avaient toujours été des créations désordonnées, très éloignées des contes des Nuits. Dans son ouvrage de 1996, Chraïbi constate cette « tendance générale à amplifier les recueils de contes au fur et à mesure des copies… à choisir les longs romans et à négliger, contrairement à la majorité des manuscrits égyptiens du XVIIIe siècle, les courtes anecdotes en provenance de la littérature savante »,,.

### Les traductions en anglais

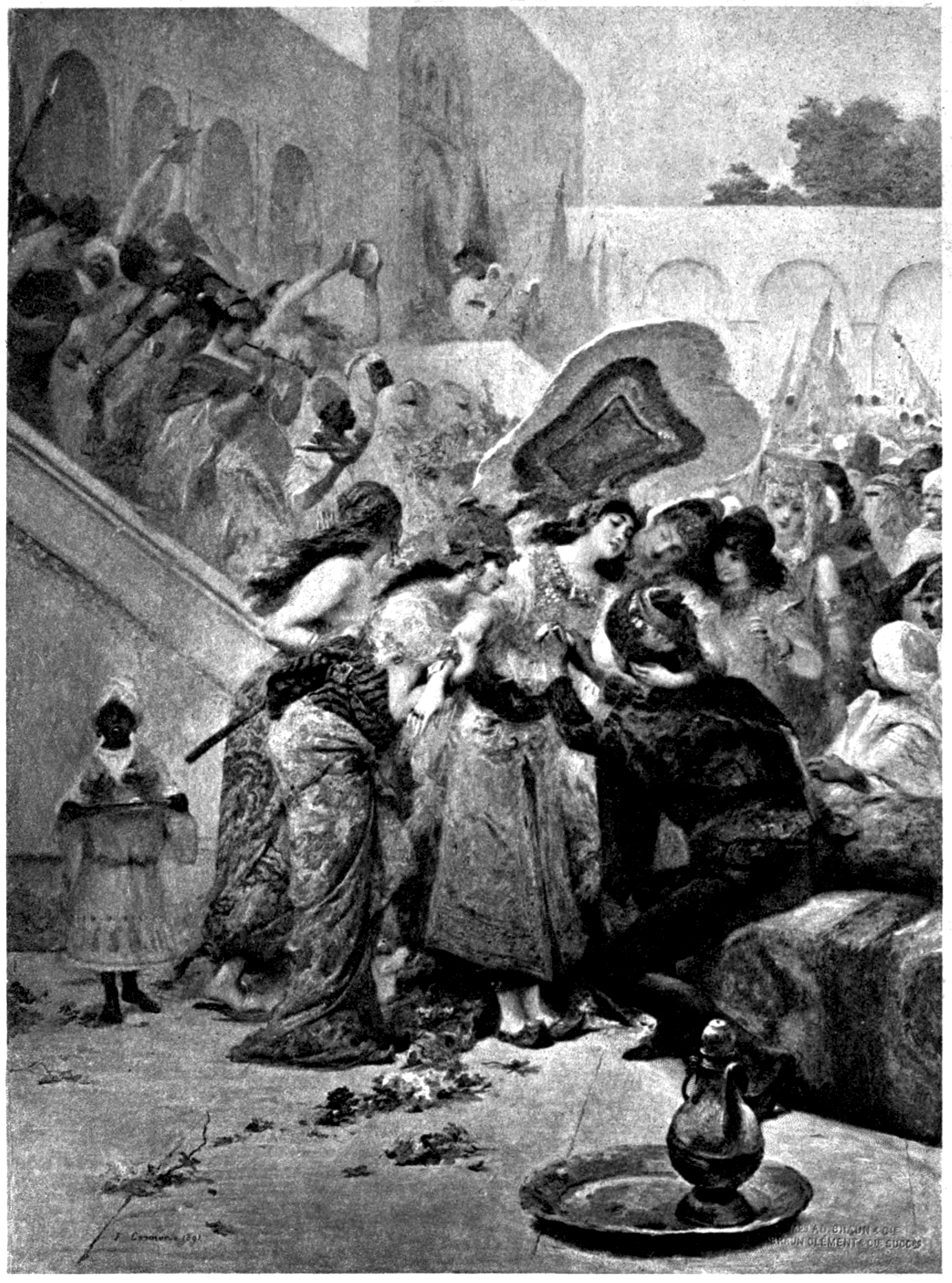
Illustration de l'édition de Burton.

Les premières traductions en anglais avaient été faites à partir du texte de Galland.
Jonathan Scott (en) publie en 1811 Arabian Nights Entertainments, en 6 volumes. Il avait au départ pour ambition de retraduire l’ensemble du texte, mais il dut se contenter de réviser la version Galland.
Henry Whitelock Torrens traduisit les cinquante premières nuits en se basant sur le manuscrit Calcutta II, qui ont été publiées en 1838, sous le titre The Book of the Thousand Nights and One Night. Apprenant qu'Edward William Lane a commencé sa propre traduction, Torrens a abandonné son travail,.
Edward William Lane, spécialiste de la langue et de la culture arabes, publia la première traduction intégrale en anglais basée sur le texte en arabe, en trois volumes publiés entre 1839 et 1841, sous le titre The thousand and one nights : or, The Arabian nights' entertainments. Il en retire tout ce qu’il trouve immoral et ajoute des notes anthropologiques. Celles-ci seront généralement exclues des rééditions postérieures, destinées à un public qualifié de « familial ».
John Payne publie entre 1882 et 1884 The Book of the Thousand Nights and One Night, traduction en 9 volumes. Il édite en 1901 Oriental Tales: The Book of the Thousand Nights and One Night [and other tales], traduction en vers et en prose en 15 volumes. Son travail rend compte du texte original dans son intégralité, sans en expurger la dimension sexuelle.
Richard Francis Burton publia une traduction complète en anglais, à partir de la version Boulaq (1835). Cette traduction comporte 16 volumes publiés de 1885 à 1888. En raison des images sexuelles contenues dans les textes sources que Burton a encore accentués, notamment en ajoutant de nombreuses notes de bas de page et annexes sur les mœurs sexuelles orientales, et des lois strictes de l'époque victorienne sur les contenus obscènes, ces traductions ont été imprimées comme éditions privées réservées aux abonnés. Les 10 volumes originaux de Burton ont été suivis de six autres (sept dans l'édition de Bagdad) intitulés Les nuits supplémentaires aux mille nuits et une nuit, qui ont été imprimés entre 1886 et 1888. Il présente sa traduction comme étant « une version entière, complète, ni vernie ni châtrée du noble original ». S’adressant en particulier aux amateurs d’érotisme, il souhaitait éviter toute censure, notamment due à la Loi sur les publications obscènes de 1857 (en), engeandrant de nombreuses peines de prison pour les éditeurs. Ainsi, son œuvre est d’abord diffusée par la « Kama Shastra Society », qu’il a fondée avec son ami Forster Fitzgerald Arbuthnot afin de publier anonymement, en privé, des manuels sexuels indiens. Son travail s'adresse notamment à ceux qui n'ont pas pu otbtenir l'édition de John Payne (qu'il n'hésita pas à plagier). De son côté, son épouse Isabel Burton en publie une édition expurgée s’adressant à un public beaucoup plus large. En plus, Burton souligne la présence des passages tendancieux par des notes « anthropologiques » très explicites et fournit des précisions d’ordre sexologique. Il complète sa traduction par un long « Terminal Essay », traitant entre autres de la pédérastie et la sodomie, selon lui en vigueur dans les régions concernées par les contes. C'est par cet aspect, qu’il juge essentiel, qu'il justifie notamment une retraduction suivant aussitôt celle de Payne. Elle lui vaudra d'ailleurs le soutien d’intellectuels homosexuels comme John Addington Symonds. Son souci de rendre le caractère poétique de la langue des Mille et Une Nuits se caractérise toutefois par un archaïsme excessif du lexique et de la syntaxe, complicant la lecture. Le principal apport de son édition par rapport à celle de Payne concerne un plus grand soin avec les passages en vers.
En 1992, Husain Haddawy se base sur l'édition savante par Muhsin Mahdi du manuscrit syrien du XIVe siècle découvert par Galland évoquée plus haut pour écrire son The Arabian Nights. Cette version est présentée comme étant dépourvue des embellissements et des ajouts qui apparaissent dans les manuscrits indiens et égyptiens ultérieurs, sur lesquels toutes les traductions anglaises précédentes étaient basées,,.
En 2008, une nouvelle traduction en anglais a été publiée par Penguin Classics en trois volumes. Les textes sont traduits par Malcolm C. Lyons et Ursula Lyons avec une introduction et des annotations de Robert Irwin. Il s'agit de la première traduction complète de l'édition Macnaghten ou Calcutta II (recension égyptienne) depuis celle de Burton.
En 2021, Yasmine Seale, écrivaine britanno-syrienne, publie The Annotated Arabian Nights: Tales from 1001 Nights. Comprenant 56 contes, cette édition se veut dépouillée des préjugés que pouvaient avoir les traducteurs européens des précédentes éditions. En 2018, elle avait aussi publié Aladdin: A New Translation.

### Les traductions en allemand
Joseph von Hammer-Purgstall, orientaliste autrichien, publie Der Tausend und einen Nacht noch nicht übersezte Mährchen, Erzählungen und Anekdoten (Les contes, histoires et anecdotes des Mille et une nuits non encore traduits), traduits pour la première fois de l'arabe vers le français par lui, puis du français vers l'allemand par August Ernst Zinserling (de) (1823-24).
Max Habicht, arabisant allemand, publie en 1825 une première traduction en quinze volumes, avec l'aide de Friedrich Heinrich von der Hagen et Karl Schall (de) : c'est l'éditon de Breslau. Elle est présentée comme « complétée et entièrement traduite pour la première fois à partir d’un manuscrit tunisien ». Friedrich Rückert considère qu'elle se base principalement sur Antoine Galland, avec des ajouts de Jean Jacques Antoine Caussin de Perceval, Édouard Gauttier d’Arc et Jonathan Scott (en) ainsi que quelques histoires du « manuscrit tunisien ». Puis, de 1825 à 1838, Habicht commença la rédaction en 12 volumes de l’édition arabe des Mille et Une Nuits. Après sa mort, elle fut poursuivie par Heinrich Leberecht Fleischer. En 1909, Duncan Black Macdonald prouve que le « manuscrit tunisien » de Habicht était basé sur des documents copiés par Mardochée Naggiar à partir de manuscrits conservés à Paris. Il estime que Habicht devrait être décrit « comme le compilateur réel d’une nouvelle version des nuits et non comme l’éditeur d’une nouvelle version déjà existante »,.
Gustav Weil, orientaliste allemand, réalisa la première traduction des Mille et Une Nuits, en quatre volumes, de sources arabes en allemand, publiée entre 1838 et 1841. Il s’est notamment inspiré des éditions de Boulaq et de Breslau, ainsi que le manuscrit de Gotha,.
Max Henning (de) a traduit de l'arabe ses Tausend und eine Nacht, publiées entre 1895 et 1897, en 24 volumes (dont 7 de suppléments).
Enno Littmann, orientaliste allemand, a publié une édition en six volumes de 1921 à 1928 par l’Insel Verlag de Leipzig. Il s'est basé sur l'édition de Calcutta de 1839 Elle a été révisée par l'auteur à maintes reprises jusqu’à sa mort en 1958. Claudia Ott explique que cette vesion, qui fait encore autorité en Allemagne au début du XXIe siècle, adoucit le langage parfois drastique du texte original, supprime les scènes érotiques grossières et adapte globalement les histoires au style des contes de fées allemands. Selon elle, ces adaptations aux préférences européennes ont été facilitées par le fait qu’il existait entre-temps beaucoup de manuscrits arabes différents, pour la plupart plus récents, qui contenaient des histoires et des versions différentes. Curieusement, certains d'entre eux sont des traductions des langues européennes vers l'arabe. Des traductions plus récentes remontent également à des manuscrits arabes influencés par l’Europe,.
Felix Tauer (de), orientaliste tchèque, publia en 1989 sa Neue Erzählungen aus den Tausendundein Nächten (Nouvelles histoires des Mille et une nuits), en 2 volumes (d'après le manuscrit Wortley-Montague).
Claudia Ott, arabisante et traductrice allemande, reçoit des bourses du Fonds des traducteurs allemands et une bourse du Fonds de littérature allemande pour sa traduction des Mille et Une Nuits. Elle est la première à traduire en allemand l’édition de Muhsin Mahdi, basée sur ce qu'elle estime être probablement la plus ancienne version arabe survivante des Mille et Une Nuits, en y conservant les poèmes. Elle souhaitait présenter « aux lecteurs allemands sous une forme exempte de toutes les surpeintures, embellissements et pruderies des siècles derniers. [...] Ce ne sera plus un orientalisme européen qui nous parlera à travers les Mille et Une Nuits, mais enfin l’Orient lui-même ». Elle publie son travail en 2004, pour les trois cent ans de la parution du premier volume de la version de Galland,. Puis, elle publie en 2016 Les Mille et Une Nuits – La fin heureuse, ouvrage orné de calligraphies de Mustafa Emary. C'est première traduction en allemand du manuscrit trouvé dans la bibliothèque Rasit Efendi Kayseri, construite en Anatolie centrale il y a plus de deux siècles par ce collectionneur de manuscrits anciens. Il contient la conclusion détaillée de l'histoire de Shéhérazade. Enfin, elle publie en 2022 Mille et une nuits. Le livre de l’amour, d’après les plus anciens manuscrits arabes, avec 7 calligraphies de Mustafa Emary.

### Les traductions en italien
Antonio Francesco Falconetti publia en 1852 Le mille ed una notti, novelle arabe, basé sur le travail d'Eugène Destains.

### La traduction en douala d’Isaac Moumé Etia
La traduction en douala a été faite en 1930, par le Camerounais Isaac Moumé Etia, à partir de l'œuvre d'Antoine Galland publiée de 1704 à 1717.
Il en avait fait paraître le début en 1930 jusqu’en 1939, sous le titre Ikol’a bulu iwo na bulu bô, (les Mille et une nuits: adaptation en douala). Cette œuvre en plusieurs volumes rencontra un grand succès auprès de ses compatriotes et l'administration coloniale française.

### La traduction en hébreu
Joseph Sadan (en), orientaliste israélien, a publié un recueil de contes supplémentaires des Mille et Une Nuits en 2003, chez Am Oved, sous le titre Lo Elef ve-lo Layla. Ce livre se compose d'histoires trouvées dans des manuscrits inédits. Selon le savant, la qualité et la beauté de ces histoires auraient fait de ces récits de bons candidats à l'inclusion dans le recueil de contes, mais le destin a décrété le contraire. Le livre révèle un monde qui reflète une culture folklorique, une tradition de narration orale dont les contes ont été mis à l'écrit . Lorsqu'il y a deux versions d'une même histoire, elles ne sont pas similaires, puisque le narrateur ne raconte généralement pas l'histoire de manière identique. Quelques textes remarquables sont remplis de poésie et démontrent très clairement que même les narrateurs de contes populaires dans un sens ont continué la tradition de la poésie arabe classique. Le livre a ensuite été publié dans une édition française sous le titre Et il y eut d'autres nuits (2004). Les textes prétendent refléter la culture abbasside ou mamelouke, mais quelques-uns des manuscrits existants sont plus tardifs et sont datés du début de la période ottomane.

## Récits
Les Mille et Une Nuits sont constituées de contes enchâssés, et de personnages en miroir les uns par rapport aux autres.
Le sultan Shahriar, en représailles à la suite de l'infidélité de son épouse, la condamne à mort et, afin d'être certain de ne plus être trompé, il décide de faire exécuter chaque matin la femme qu'il aura épousée la veille. Shéhérazade, la fille du grand vizir, se propose d'épouser le sultan. Aidée de sa sœur, elle raconte chaque nuit au sultan une histoire dont la suite est reportée au lendemain. Le sultan ne peut se résoudre alors à tuer la jeune femme ; il reporte l'exécution de jour en jour afin de connaître la suite du récit commencé la veille. Peu à peu, Shéhérazade gagne la confiance de son mari et finalement, au bout de mille et une nuits, il renonce à la faire exécuter.
Au XXIe siècle, les Mille et Une Nuits sont constituées d'un centre commun, une trentaine d'histoires (le récit-cadre ou l'histoire de Shéhérazade, Le Marchand et le Génie, Le Pêcheur et le Génie, Les Dames de Bagdad, Les Trois Calenders, Les Trois Pommes, Le Bossu et les histoires qui y sont incluses) et d'un ensemble de récits extrêmement variés qui relèvent aussi bien de la littérature savante que d'une littérature plus « populaire ». On y rencontre par exemple des djinns, des éfrits et des goules. Mais s'il fallait caractériser les Mille et Une Nuits, il faudrait les associer aux centaines d'autres recueils de contes du même genre qui étaient en circulation dans le domaine arabe (les Mille et Une Nuits ne sont pas un livre isolé).
Voici une liste de quelques contes des Mille et Une Nuits parmi les plus connus. Certains ne sont pas issus des plus anciens manuscrits connus, mais ont été ajoutés par la suite. C'est le cas des sept voyages de Sindbad le marin, d'Ali Baba, d'Aladin et la lampe merveilleuse.
- Aladin ou la Lampe merveilleuse (no 19 - ajout tardif)
- Ali Baba et les Quarante Voleurs (no 24 - ajout tardif)
- Jullanâr ou Badr Bâsim (no 73)
- L'Histoire de Qamar az-Zamân (no 120)
- Le Cheval enchanté, ou L'Histoire du cheval d'ébène (no 130)
- Le Mariage d'al-Ma'mûn (no 142)
- L'Histoire de l'envieux et de l'envié (no 158)
- Le Conte d'Ayyûb le Marchand, de son fils Ghânim et de sa fille Fitna (no 188)
- L'Épopée de Umar an-Nu'mân (no 277)
- Les Ruses des femmes (no 331)
- Sinbad le marin (no 373 - ajout tardif)
- Le Conte des deux vizirs et d'Anîs al-Jalîs
- Le Conte du pêcheur et du démon
- Le Conte du Tailleur, du Bossu, du Juif, de l’Intendant et du Chrétien (qui se déroule à Kachgar)
- Histoire d'Ali Cogia
- Le Conte du vizir Nûr ad-Dîn et de son frère Shams ad-Dîn
- L'histoire du Prince Ahmed et de la fée Pari-Banou
- Kamaralzamân et la princesse Boudour
- Le Khalife et le Khalifat
- La Jouvencelle, lieutenante des oiseaux
- Le Marchand et le Démon
- Le Portefaix et les trois Dames qui contient elle-même l'histoire des Trois Calenders
- Les Sept Vizirs
- Histoire d'Hassan le cordier
- Sidi Noumane

## Succès
Lorsque parurent les premières traductions d'Antoine Galland, l'audience du livre fut immédiate en Europe, et devint rapidement l'objet d'étude et un succès de la littérature de colportage. Les écrivains du XIXe siècle, enfiévrés d'Orient, en firent leur livre de chevet. Jules Janin, enthousiasmé, disait que sa lecture relevait presque d'un « acte patriotique ».[réf. nécessaire] Plus tard, le livre devint l'un des premiers titres à succès des collections Hachette et de la bibliothèque de gare.
Dans certaines versions éditées dans les pays arabes, un narrateur masculin se trouve adjoint à Shéhérazade pour rétablir l'équilibre des sexes et amoindrir l'atteinte à l'autorité du sultan, si habilement contournée par l'astuce de la jeune femme.
Une version du livre fut interdite en Égypte en 1980. Une seconde, publiée en 2010 par un organisme gouvernemental, fut attaquée par un groupe d'avocats islamistes égyptiens (les « Avocats sans frontières ») pour obscénité. L'ouvrage est propre, selon eux, à encourager le « vice » et le « péché ». En s'appuyant sur un article du code pénal égyptien punissant de deux ans de prison les « offenses à la décence publique », ils demandèrent la saisie de l'ouvrage et la poursuite de ses éditeurs,. En 2007 sort le jeu Sonic and the Secret Rings qui s'inspire des Mille et Une Nuits.

## Illustrations
De nombreux artistes ont illustré Les Mille et Une Nuits, comme les Français Gustave Doré (Strasbourg, 1832 - Paris, 1883), Léon Carré (Granville, 1878 - Alger, 1942), Roger Blachon (Romans-sur-Isère, 1941 - Marseille, 2008), Françoise Boudignon, André Dahan, Jacqueline Desmiers de Chenon (éditions Mame - 1930), Amato Soro, Albert Robida, Alcide Théophile Robaudi, Victor Masson (Pont-à-Mousson, 1849 - Toulon, 1917) et Marcelino Truong, l'Anglais William Blake, Frank Brangwyn (Bruges, 1867 - Ditchling, Sussex, 1956) (éditions London, Philadephia - 1896), les Italiens Vittorio Zecchin (Murano, 1878 – Murano, 1947) et Emanuele Luzzati, l'Allemands Morgan, F. Gross, l'Algérien Mohammed Racim (Alger, 1896 - idem, 1975) et le Turc Emre Orhun.

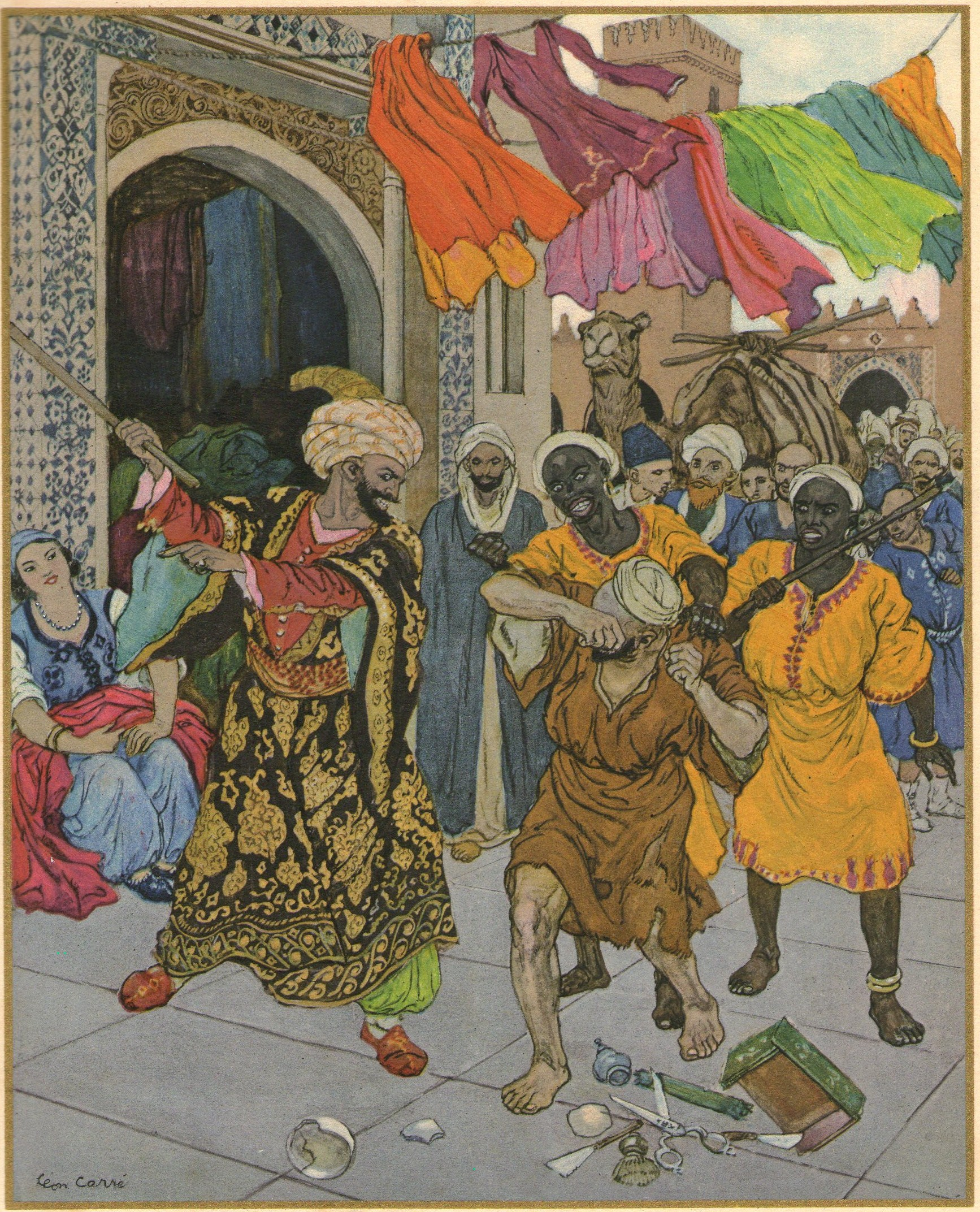
Histoire d'Abou Qir et d'Abou Sir par Léon Carré.
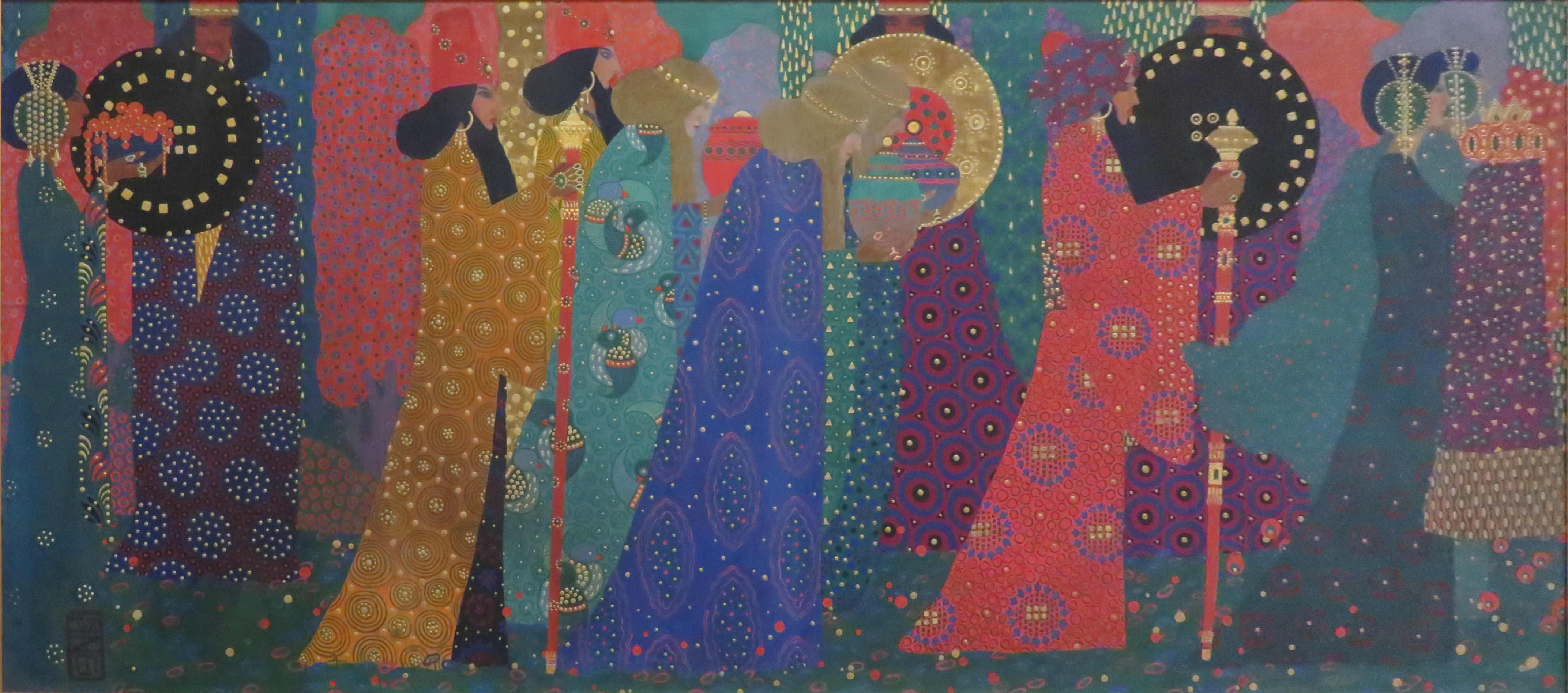
Les Mille et Une Nuits par  Vittorio Zecchin.

Au Royaume-Uni on retiendra en particulier les illustrateurs réunis par les Frères Dalziel : Arthur Boyd Houghton, John Everett Millais John Tenniel, et George John Pinwell pour leur Illustrated Arabian Nights Entertainments (1865) ; Walter Crane pour Aladdin's Picture Book (1876) ; Edmond Dulac connut un grand succès avec Stories from the Arabian Nights (1907) suivi Princess Badoura (1913) et Sindbad the Sailor & Other Tales from the Arabian Nights (1914). On citera enfin John D. Batten, Fairy Tales From The Arabian Nights (1893), les œuvres de Kay Nielsen, Eric Fraser, Maxfield Parrish et William Heath Robinson.
Voici quelques illustrations des Mille et Une Nuits effectuées par le peintre persan Sani ol-Molk (1849-1856).

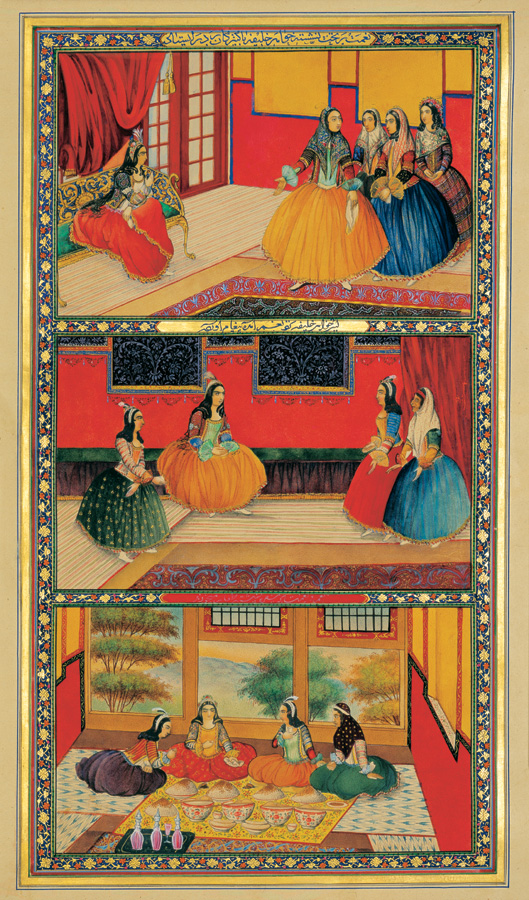
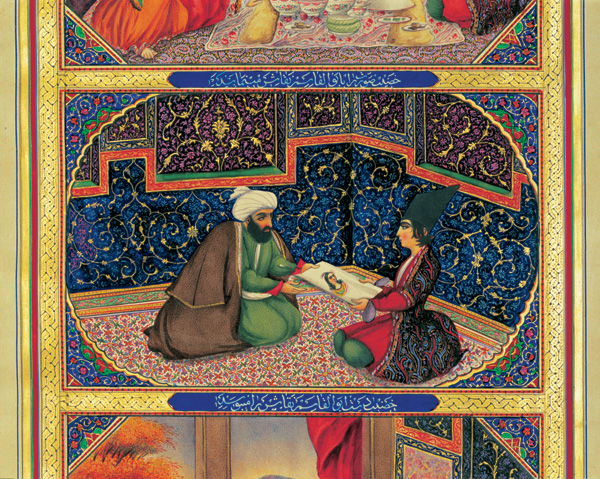
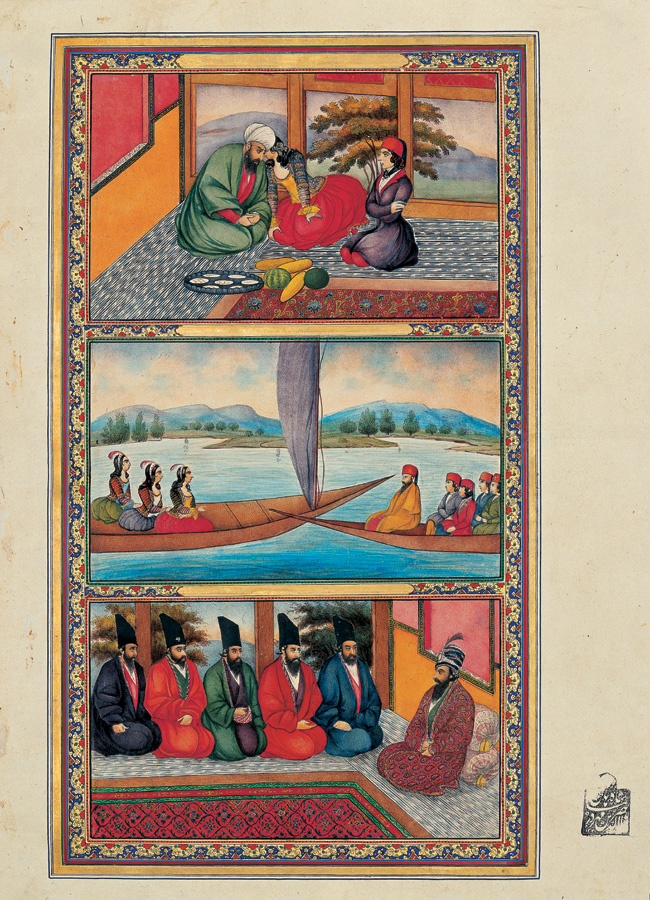

## Adaptations

### Au cinéma et à la télévision
Les adaptations au cinéma et à la télévision ont été nombreuses. On peut citer :
- 1926 : Les Aventures du prince Ahmed (Die Abenteuer des Prinzen Achmed), film d'animation allemand réalisé par Lotte Reiniger
- 1928 : Shéhérazade (Geheimnisse des Orients) de Alexandre Volkoff
- 1940 : Les Mille et Une Nuits (Alf layla wa layla), film égyptien réalisé par Togo Mizrahi
- 1942 : Les Mille et Une Nuits (Arabian Nights) réalisé par John Rawlins
- 1947 : Sinbad le marin (Sinbad the Sailor), film américain réalisé par Richard Wallace
- 1954 : Ali Baba et les Quarante Voleurs, film français réalisé par Jacques Becker
- 1959 : Les Aventures d'Aladin (1001 Arabian Nights), film d'animation américain réalisé par Jack Kinney
- 1961 : Les Mille et Une Nuits (Le Meraviglie di Aladino), film italo-franco-américain réalisé par Mario Bava et Henry Levin
- 1974 : Les Mille et Une Nuits (Il fiore delle mille e una notte), film italien réalisé par Pier Paolo Pasolini
- 1990 : Les Mille et Une Nuits, film franco-germano-italien réalisé par Philippe de Broca
- 1992 : Aladdin, film d'animation américain réalisé par John Musker et Ron Clements (pour le compte des studios Disney)
- 1994 : Scooby-Doo et les Contes des mille et une nuits (Scooby-Doo! in Arabian Nights), télé-film d'animation américain de William Hanna et Joseph Barbera.
- 1995 : Princesse Shéhérazade, série télévisée d'animation française en 52 épisodes de 25 minutes créée par Marie-France Brière et Bahram Rohani
- 1996 - 1998 : Les Aventures de Sinbad (The Adventures of Sinbad), série télévisée canadienne créée par Ed Naha
- 1998 : Les Mille et Une Nuits, court métrage français réalisé par Laurent Boulanger
- 2000 : Les Mille et Une Nuits (Arabian Nights), mini-série américaine réalisée par Steve Barron
- 2003 : Sinbad : La Légende des sept mers (Sinbad - Legend of the Seven Seas), film d'animation américain réalisé par Tim Johnson et Patrick Gilmore
- 2014 : Les Mille et Une Nuits, série télévisée marocaine diffusée durant le mois de ramadan sur la chaîne Medi1TV.
- 2015 : Les Mille et Une Nuits (As 1001 Noites), film portugais en trois parties réalisé par Miguel Gomes, les trois parties étant L'Inquiet (O Inquieto ), Le Désolé (O Desolado) et L’Enchanté (O Encantado)
- 2019 : Aladdin, film américain réalisé par Guy Ritchie

### Autres utilisations au cinéma et à la télévision
- Le film Dunia (2005) de Jocelyne Saab porte notamment sur l'interdiction des Mille et Une Nuits en Égypte pour « pornographie ».
- La trame de Dead Man Talking (2012) de Patrick Ridremont est celle des Mille et Une Nuits[58], avec un condamné à mort profitant d'un vide juridique quant à la durée de l'expression de ses dernières volontés pour repousser l'échéance.
- Magi, un manga de Ohtaka Shinobu, qui comporte plusieurs noms des personnages de Mille et Une Nuits tels qu'Aladdin, Alibaba et les 40 voleurs, Sinbad et Shéhérazade. Le manga se situe aussi au Moyen-Orient.

### Au théâtre

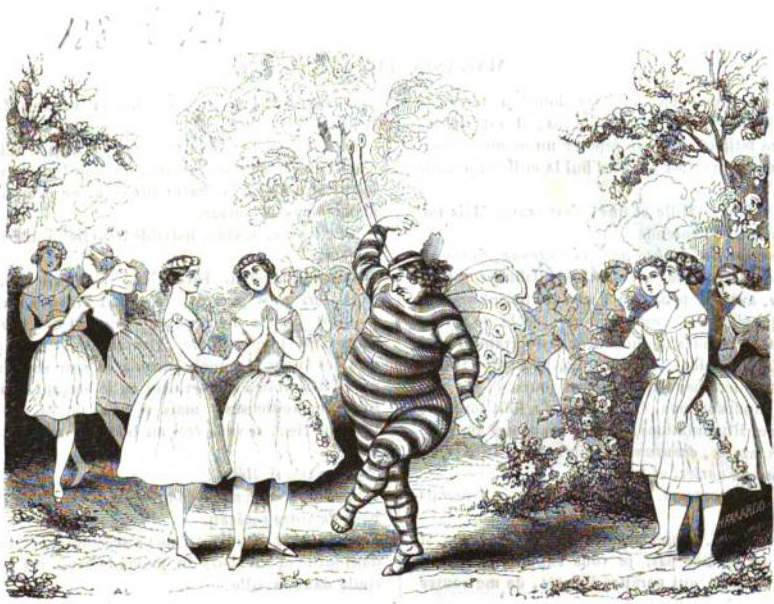
Les mille et une nuits. VIIIe tableau, scène IV / Cogniard frères, 1843.

- Les mille et une nuits, féerie en quatre actes et onze tableaux, par MM. Cogniard, représentée pour la première fois, à Paris, sur le théâtre de la Porte-Saint-Martin, le 24 janvier 1843.
- Les Mille et Une Nuits : adaptation et mise en scène de Jérôme Savary, musique de François Orenn Théâtre d'Orsay à Paris en 1979
- Les Mille et Une Nuits : adaptation et mise en scène d'André Fornier lors de la 11e Biennale du Fort de Bron[59] en 2007
- Les Mille et Une Nuits : adaptation et mise en scène de Mehdi Zizi et Kamal Dadi au Café de la danse à Paris du 19 au 23 juin 2007[60]
- Les Mille et Une Nuits : adaptation et mise en scène de Marie-Christine Seillac, Thibault Duperron-Seillac et Lucas Roy à Juraparc à Lons-le-Saunier le 15 mai 2008[61]
- Shérazade, Les Mille et Une Nuits : adaptation de Félix Gray et mise en scène de Yves Desgagnés, musique de Félix Gray Théâtre de L'Olympia à Montréal en 2009
- L'Amour impossible d'après les Mille et Une Nuits spectacle réalisé par Bruno de La Salle dans le cadre des Rencontres d'Aubrac[62]
- Al-Malik huwa 'l-Malik (Le roi est le roi), adaptation théâtrale des Mille et Une Nuits par le dramaturge syrien Saadallah Wannous. L'histoire raconte comment le personnage original Abu Al-Hasan nommé ici Abu Izza est piégé par le roi. Il est drogué et emmené au palace pendant son sommeil. Il se réveille dans le lit du roi et on lui fait croire qu'il est le roi. Le nouveau roi va rester roi car le « vrai » roi n'arrive pas à récupérer son trône étant donné que personne ne voit la différence de ses traits avec le nouveau roi. Les acteurs vont donner des commentaires sur la nature et l'abus d'autorité. Il insère des procédés de distanciation et sépare ses scènes d'interludes avec un rappel constant sur le fait qu'il s'agit d'un jeu de théâtre. La pièce a été traduite en anglais[63], mais pas en français à ce jour.

### Musique classique
- François-Adrien Boieldieu : Le calife de Bagdad (1800)
- Carl Maria von Weber : Abu Hassan (1811)
- Luigi Cherubini : Ali Baba (1833)
- Peter Cornelius : Der Barbier von Bagdad (1858)
- Ernest Reyer : La statue (1861)
- Christian Frederik Emil Horneman (1840-1906): Aladdin (ouverture), 1864
- Lucien Poujade (1847-1914) : La Mille & deuxième Nuit, 1885
- Nikolaï Rimski-Korsakov : Schéhérazade (1888)
- Maurice Ravel : Shéhérazade (1904)
- Henri Rabaud : Mârouf, savetier du Caire (1914)
- Carl Nielsen : Aladin et Suite d'Aladin (1918-1919)
- Fikret Amirov : Mille et Une Nuits (ballet, 1979). Le ballet azerbaïdjanais Min bir gecə (en) est l'une des plus grandes représentations musicales classiques des Mille et Une Nuits. Ses deux actes comportent les interprétations des récits essentiels du conte tels que Sinbad le marin, Le Rokh, Aladin, Ali Baba et les Quarante Voleurs. Cependant le ballet est centré particulièrement sur le sultan Chahriar.
- Ezequiel Viñao : La Noche de las Noches (1990)
- Carl Davis : Aladdin
- Robert Schumann : Sheherazade (Album für die Jugend, 1848)
- Oum Kalthoum : Alf leila wa leila (arabe)

### En bandes dessinées
- 3 Souhaits aux éditions Drugstore, dessin de Paolo Martinello et scénario de Mathieu Gabella
- Les Milles et Une Nuits aux éditions Les Humanoïdes associés, dessins de Richard Corben et scénario de Jan Strnad
- Mille et Une Nuits aux éditions Kami, dessins de Han Seung-Hee et scénario  de Jun Jin Suk.

### Jeu de société
- Tales of Arabian Nights de Eric Goldberg (États-Unis 1985/2009) : Ce jeu de plateau basé sur le principe des livres-jeux reprend le cadre et les principales composantes de l'œuvre littéraire. Il a été traduit une première fois par les éditions Gallimard sous le titre Le jeu des Mille et Une Nuits (1987) puis une seconde fois sous son titre original par Filosofia (2015).

### Jeu vidéo
- Prince of Persia : Série de jeu de plates-formes et d'action, parue en 1989. Reprenant un univers, une ambiance et certains codes des Mille et Une Nuits.

### Comédie musicale
- Sinbad et la légende de Mizan (2013)[64]
- Les Mille et Une Vies d'Ali Baba (2000)
- Shéhérazade: Les mille et une nuits (2009)

## Inspirations
Plusieurs œuvres littéraires s'inspirent des Mille et Une Nuits, notamment :
- La Mille et deuxième Nuit, nouvelle de Théophile Gautier (dans Romans et Contes), 1842 ;
- Recollections of the Arabian Nights, poème d'Alfred Tennyson, 1843 ;
- Le Comte de Monte-Cristo, roman de Alexandre Dumas, 1844 ;
- The Thousand-and-Second Tale of Scheherazade (en) , nouvelle d'Edgar Allan Poe, 1845 ;
- Les Nouvelles Mille et Une Nuits, recueil de nouvelles écrites par Robert Louis Stevenson, 1882 ;
- From the Arabian Nights, poème de Robert Stewart Mitchell (en), 1917 ;
- Die Geschichte von der 1002. Nacht (Conte de la 1002e nuit), Joseph Roth, 1936 ;
- Deux ans, huit mois et vingt-huit nuits, roman de Salman Rushdie, 2015.

## Documentaire
- Les contes des 1001 nuits, Une odyssée entre Orient et Occident réalisé en 2021 par Thomas Staehler.

### Traductions
Les différents textes publiés peuvent présenter d'importantes différences. Ils sont issus de quelque 70 manuscrits originaux, qui appartiennent généralement à deux grandes lignées : d'une part les textes dit de la branche égyptienne (éditions Boulaq / Calcutta), généralement les plus complets, et d'autre part les manuscrits issus de la branche syrienne (dont le texte de Galland). Les traductions proposées sont parfois issues de recompositions de plusieurs manuscrits.
De nombreuses traductions ont été ensuite proposées en différentes langues.
- Les Mille et Une Nuits traduction d'Antoine Galland, présentation par Jean-Paul Sermain et Aboubakr Chraïbi, Garnier-Flammarion en 3 vol. L'édition de 1949 est disponible sur le site Les Classiques des sciences sociales (Cet ouvrage est dans le domaine public au Canada, vérifiez si c'est le cas dans votre juridiction avant de le republier).
- Enis el-Djelis ; ou, Histoire de la belle Persane. Conte des Mille et Une Nuits, traduit de l'arabe et accompagné de notes par Albert Kazimirski de Biberstein.
- Ikol’a bulu iwo na bulu bô  (les  Mille et une nuits: adaptation en douala). Œuvre en plusieurs volumes parue entre 1930 et 1939 par Isaac Moumé Etia , à partir de l’œuvre d'Antoine Galland, Éditeur Imp. Orphelins apprentis d'Auteuil.
- Tausend und eine Nacht, Weil G., 1865 et 1984, Erlangen, Karl Müller Verlag, 1984, 4 tomes en 2 volumes.
- Les Mille et Une Nuits, contes traduits et publiés entre 1899 et 1904 par le Dr Joseph-Charles Mardrus, Robert Laffont, collection Bouquins.
- Le Livre des Mille et Une Nuits, traduction d'Armel Guerne, Club français du livre, 1966-1967 (6 vol.).
- Les Mille et Une Nuits, traduction et préfaces de René R. Khawam, Phébus, Collection Domaine Arabe (4 vol.), 1986-1987. Cette traduction s'appuie sur les manuscrits les plus anciens disponibles (XIIIe – XIVe siècles), dont celui ramené de Syrie par Galland. En effet, comme il le développe dans son introduction, Khawam met en doute la pertinence de l'édition de Boulaq, publiée en 1835 et dont les sources manuscrites, trop récentes, lui semblent suspectes et édulcorées.
- Les Mille et Une Nuits, contes traduits par Jamel Eddine Bencheikh et André Miquel, Gallimard, La Pléiade (3 vol), 2005. Il s'agit de la première traduction en français de la totalité des 1 205 poèmes contenus dans l'édition de Boulaq  (ISBN 2070383997). Une édition, en 4 volumes, publiée au Caire en 1910 par le libraire Muṣṭafā al-Bābī al-Ḥalabī, intitulée Kitāb alf layla wa-layla (« Livre des Mille et une nuits ») ayant servi à cette traduction, et faisant partie du fonds André Miquel, est disponible sur le site du SCD de Aix-Marseille université.
- Les Mille et Une Nuits, iconographie choisie et commentée par Margaret Sironval, Pléiade, 2005, 272 pages, 248 illustrations  (ISBN 2070117812).
- Trois contes inédits des Mille et Une Nuits, traduits et présentés par Aboubakr Chraïbi, espaces&signes, 2015, 128 pages.

### Analyses
Premières éditions critiques en arabe, :
- Édition (inachevée) du cheikh El Yemeni, Calcutta, deux volumes, 1814-1818.
- Édition Habicht, Breslau, douze volumes, 1825-1843.
- Alf layla wa-layla, al-Būlāq, Le Caire, deux volumes, 1835, rév. 1863.
- Alf layla wa-layla, Édition Macnaghten, Calcutta, quatre volumes, 1839-1842.
- Alf layla wa-layla, deux vol. (4 tomes), Le Caire, al-Maṭba‘a wa-l-Maktaba al-Sa‘īdiyya, 1354/1935 [version améliorée de l’édition de Būlāq de 1863].
- Édition expurgée, revue et disloquée des pères jésuites, Beyrouth, quatre volumes.
- Édition de Bombay, quatre volumes.

Essais contemporains :
- Aboubakr Chraïbi (dir.), Les Mille et Une Nuits en partage, Actes Sud-Sinbad, 528 p.
- N. Elisseef, Thèmes et motifs des Mille et Une Nuits, essai de classification, Institut français de Damas.
- Édouard Brasey, Les Sept Portes des Mille et Une Nuits, Le Chêne, 2003.
- Jamel Eddine Bencheikh et André Miquel, Les Mille et Une Nuits, 2 Tomes, Gallimard, 1991.
- Malek Chebel, La féminisation du monde, Essai sur les Mille et Une Nuits, Payot, 1996.  (ISBN 2228890510)
- Pascal Bancourt, Les Mille et Une Nuits et leur trésor de sagesse, Dangles, 2007.
- Jean-François Perrin, Les transformations du conte-cadre des Mille et Une Nuits dans le conte orientalisant français du XVIIIe siècle, RHLF, 2004.
- Revue scientifique Féeries, no 2/2004-2005. Publication collective sous la direction de JF Perrin. L’invention d’un genre littéraire au XVIIIe siècle : le conte oriental.
- Vidéo-conférence du Collège de France, intitulée Les Mille et Une Nuits, donnée par André Miquel, professeur honoraire au Collège de France (2006/06/05)
- Aboubakr Chraïbi, En dire plus ou en dire moins : traduire les Mille et Une Nuits, vidéo de sa conférence dans le cadre des Rencontres Littéraires d'Aubrac, disponible sur le site des Archives Audiovisuelles de la Recherche[67]
- Jean-Claude Garcin, Pour une lecture historique des mille et une nuits, Arles, Éditions Sinbad - Actes Sud, coll. « Hommes et Sociétés », février 2013, 804 p. (ISBN 978-2-330-01319-6)
- (en) Laura A. Hibbard, Medieval Romance in England, New York, Burt Franklin, 1963.